# Картодром

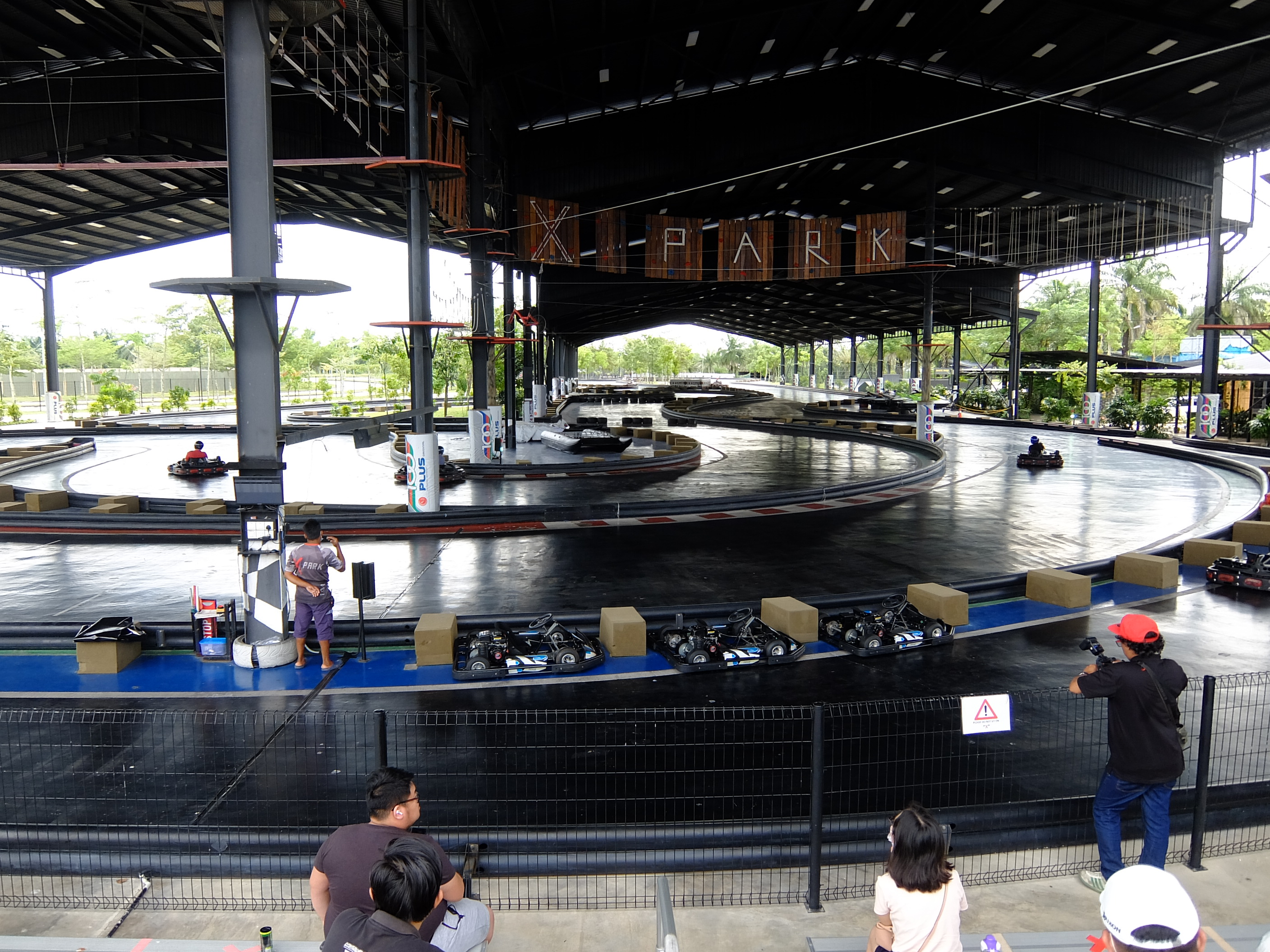
Картодром

Картодро́м (от картинг и греч. dromos — место для бега) — участок местности, оборудованный для проведения соревнований на картах.

## Типы картодромов

### Открытый картодром
Любой открытый картодром длиной менее 1500 м.
Средняя длина спортивных картодромов составляет 1100—1300 м, от 7 до 12 м в ширину. Картодром представляет собой соединение небольших отрезков прямых участков дороги правыми и левыми поворотами.
Временные картодромы могут быть выстроены на улицах города или автостоянок. Например, так делают для проведения Junior Monaco Kart Cup, престижное соревнование для молодых гонщиков проводится ежегодно в городе Монако.

### Крытый картодром
Для обычных гонщиков-любителей строят трассы в замкнутом пространстве под крышей, иногда с небольшим участком под открытым небом — для большего интереса. Как правило длина трасс 250—600 м. Такие картодромы имеют свой парк картов.
На крытых картодромах большинство людей впервые садятся за руль картов. Активное строительство крытых картодромов происходило в начале 1990-х годов на территории Великобритании, вскоре и в других европейских странах, в том числе во Франции, Бельгии, России и других.